# Дружиніна Олена Йоасафівна
Дружиніна Олена Йоасафівна (11 квітня 1916, Москва — 12 листопада 2000, там само) — російський історик. Доктор історичних наук (1969), член-кореспондент АН СРСР (1981; від 1991 — РАН).

## Життєпис
Народилась у Москві в родині службовця. Закінчила екскурсійно-перекладацьке відділення Московського інституту нових мов (1934). Протягом 1936—1941 років навчалась на історичному факультеті Московського державного університету імені М. В. Ломоносова. В роки Великої вітчизняної війни Радянського Союзу 1941—1945 служила перекладачкою на Волховському фронті. 1944 року вступила до аспірантури Інституту історії АН СРСР, 1950 року захистила кандидатську дисертацію. З 1949 року — в Інституті АН СРСР: молодший науковий співробітник сектору військової історії, 1959–99 роки — старший науковий співробітник сектору історії феодалізму. Захистила докторську дисертацію на тему: «Южная Украина в 1775—1825 гг.».
Коло наукових інтересів Дружиніної — Південна Україна і Північне Причорномор'я. З цієї тематики опубліковано кілька монографій: «Кючук-Кайнарджийский мирный договор» (1955), «Северное Причерноморье в 1775—1800 гг.» (1959), «Южная Украина в 1800—1825 гг.» (1970) та «Южная Украина в период распада феодально-крепостнического строя. 1825—1860» (1981).
Брала участь у роботі міжнародних конгресів істориків у Римі (1960), Відні (1965) та Москві (1970), організатор комітету конференції, присвяченої 150-річчю Лейпцизької битви 1813 року («Битви народів»). Друкувалася в періодичних виданнях, зокрема в Україні: «Трубник» (Нікополь) і «Днепр вечерний» (Дніпро).
Нагороджена орденами Вітчизняної війни II ступеня, Дружби народів та іншими[уточнити] урядовими нагородами.